# Emirat d'Alpont

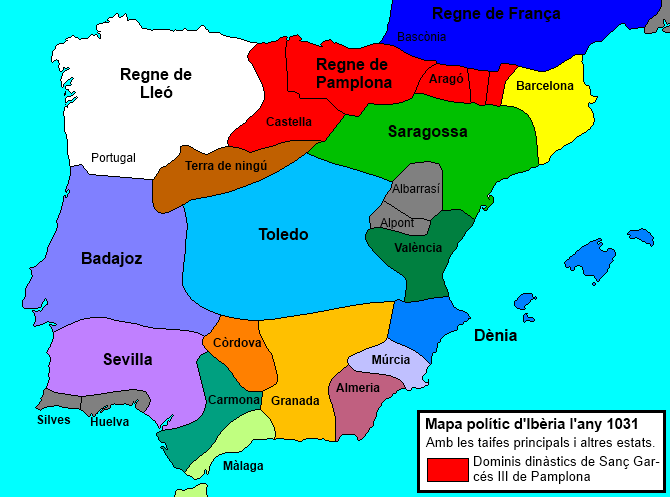
Les taifes l'any 1031

L'emirat d'Alpont, taifa d'Alpont o Al-Būnt fou un petit estat musulmà a la regió de la moderna Alpont.
Fou establert per un cap local, l'amírida Abd-Al·lah ibn Qàssim al-Fihrí, en una data indeterminada vers el 1018. Abd-Al·lah, per reforçar el seu poder, va acollir el 1019 a Hixam, germà d'Abd-ar-Rahman IV al-Murtada bi-L·lah que va romandre a la zona uns quants anys fins que el 1026 fou proclamat califa per Mujàhid de Dénia amb el nom d'Hixam al-Mutadd bi-L·lah; de moment va optar per no moure's però el desembre de 1029 va fer solemne entrada a Còrdova.
El 1030 va morir Abd-Al·lah i el va succeir el seu fill Muhàmmad ibn Abd-Al·lah Yumm-ad-Dawla. El 1032 aquest emir va deixar de llegir la khutba (oració) en nom del califa. El va succeir el 1042 el seu fill Àhmad ibn Muhàmmad Adud-ad-Dawla. Aquest va morir sobtadament el 1048 i el seu fill Ibn Àhmad era un menor de sis anys, que nominalment fou proclamat sota la custòdia del seu oncle Abd-Al·lah ibn Muhàmmad que pocs mesos després va assolir la corona amb el títol de Janah-ad-Dawla. Pel nom del pare del primer emir la dinastia és coneguda com a Banu Qàssim i també com a madinites pel seu origen a Medina.
El 1091 els emirats d'Alpont, Sahla (Albarrasí), Sogorb, Xèrica i Morvedre van quedar sota la protecció de l'exèrcit mercenari encapçalat pel castellà Rodrigo Díaz de Vivar, que va rebre dels àrab el títol de Sidi (senyor) del que va derivar el del Cid.
El 1103 va ser ocupada pels almoràvits i va passar a l'emirat de Balànsiya el 1145. El 1172 va estar incorporada als dominis dels almohades fins al 1229 que va quedar integrada a l'emirat de Múrcia. El 1238 va ser conquerida pel rei de Catalunya i Aragó Jaume I.

## Llista d'emirs
- Abd-Al·lah (I) ibn Qàssim 1018? - 1030
- Muhàmmad Yumm-ad-Dawla 1030-1042
- Àhmad Adud-ad-Dawla ?-1048
- Ibn Àhmad 1048
- Abd-Al·lah (II) Janah-ad-Dawla 1048-1092
- Ibn Abd-Al·lah ? 1092-1103